# مسابقه پرتاب سه امتیازی
مسابقه پرتاب سه امتیازی (انگلیسی: Three-Point Contest) یک رقابت بسکتبال در ان‌بی‌ای است که هر ساله در شنبهٔ پیش از بازی آل-استار به عنوان بخشی از برنامهٔ آل-استار ویکند برگزار می‌شود.

## قوانین
در این مسابقه، شرکت‌کنندگان سعی می‌کنند در مدت یک دقیقه بیشترین تعداد پرتاب سه‌امتیازی را از پنج موقعیت مشخص پشت خط سه‌امتیازی انجام دهند. بازیکنان از یکی از گوشه‌های زمین شروع به پرتاب کرده و به‌تدریج از ایستگاهی به ایستگاه دیگر در طول محوطه خط سه‌امتیازی حرکت می‌کنند تا به گوشهٔ مقابل برسند. در هر ایستگاه پرتاب، رکی حاوی پنج توپ بسکتبال قرار دارد که چهار توپ آن (توپ‌های نارنجی استاندارد ویلسون) ارزش یک امتیاز داشته و توپ پنجم (معمولاً به رنگ قرمز/سفید/آبی با طراحی سبک لیگ‌ای‌بی‌ای که به «توپ پولساز» معروف است) دو امتیاز ارزش دارد. هدف این مسابقه کسب حداکثر امتیاز ممکن در طول یک دقیقه است.
امتیاز کامل قبلاً ۳۰ بود، اما از مسابقات سال ۲۰۱۴ به بعد، یک رکِ اضافی متشکل از توپ‌های پولساز (پنج توپ) به مسابقه اضافه شد که بازیکن می‌تواند آن را در هر یک از پنج موقعیت دلخواه خود قرار دهد. این تغییر حداکثر امتیاز ممکن را به ۳۴ افزایش داد. در مسابقات سال ۲۰۲۰، دو پرتاب اضافی (با اسپانسری Mountain Dew) در دو طرف بالای منطقهٔ top of the key زمین قرار گرفت که هر کدام سه امتیاز ارزش داشتند. این تغییرات حداکثر امتیاز ممکن را به ۴۰ افزایش داد و محدودیت زمانی نیز از ۶۰ به ۷۰ ثانیه افزایش یافت.
در مرحله مقدماتی، هر بازیکن فرصت دارد تا حداکثر امتیاز ممکن را کسب کند. سه بازیکنی که بالاترین امتیازها را کسب کنند، به فینال راه می‌یابند. دور نهایی با همان روش مرحله مقدماتی برگزار می‌شود، اما بازیکنان بر اساس امتیاز مرحله اول به صورت صعودی (از کم‌ترین به بالاترین امتیاز) به پرتاب می‌پردازند. در هر مرحله، پرتاب‌ها و امتیازها توسط داور و سیستم بازپخش تلویزیونی تأیید می‌شود.
در دور نهایی، ترتیب پرتاب به صورت معکوس انجام می‌شود (شروع از گوشه چپ زمین برای بازیکنان راست‌دست و بالعکس). در صورت تساوی امتیاز، دور (های) اضافه ۳۰ ثانیه‌ای (در فینال ۶۰ ثانیه‌ای) برای تعیین برنده برگزار می‌شود.